# Sint-Bonifatiuskerk (Lichtenvoorde)
De Sint-Bonifatiuskerk is een rooms-katholieke kerk in Lichtenvoorde, gebouwd in de jaren 1912 en 1913. De architect was Wolter te Riele, die een neogotisch gebouw had ontworpen. 

## Geschiedenis
Op de locatie waar de Sint-Bonifatiuskerk werd gebouwd, stond sinds 1819 een waterstaatskerk. Hiermee had de overwegend rooms-katholieke bevolking van Lichtenvoorde weer een eigen rooms-katholieke kerk. De kerk werd begin 20e eeuw vervangen door de Sint-Bonifatiuskerk, die meer plaats bood. De consecratie van de kerk vond plaats op 26 augustus 1913 door aartsbisschop van het bisdom Utrecht Henricus van de Wetering. 